# Arrondissement del dipartimento della Drôme

I tre arrondissement della Drôme nella regione Alvernia-Rodano-Alpi, dal 2017

Gli arrondissement del dipartimento della Drôme, nella regione francese dell'Alvernia-Rodano-Alpi, sono tre: Die (capoluogo Die), Nyons (Nyons)  e Valence (Valence).

## Composizione
| Nome                      | Codice INSEE | N° di comuni | Superficie km2 | Popolazione | Densità (abitanti/km2) |
| ------------------------- | ------------ | ------------ | -------------- | ----------- | ---------------------- |
| Arrondissement di Die     | 261          | 113          | 2 535,6        | 68 160      | 27                     |
| Arrondissement di Nyons   | 262          | 149          | 2 478,1        | 149 795     | 60                     |
| Arrondissement di Valence | 263          | 102          | 1 516,3        | 296 777     | 196                    |
| Dipartimento della Drôme  | 26           | 364          | 6 530,0        | 514 732     | 79                     |

## Storia
- 1790: istituzione del dipartimento della Drôme con sette distretti: Buis, Crest, Die, Montélimar, Orange, Romans e Valence.
- 1790: il distretto di Nyons, precedentemente cantone del distretto di Buis-les-Baronnies, diviene il capoluogo di distretto, in sostituzione di Buis.
- 1792: istituzione del distretto di Carpentras, unito al dipartimento della Drôme.
- 1793: istituzione del nuovo dipartimento di Vaucluse, al quale viene trasferito il distretto di Carpentras.
- 1800: istituzione degli arrondissement di: Die, Montélimar, Nyons e Valence.
- 1926: soppressione dell'arrondissement di Montélimar.[5][6]
- 2006: i cantoni di Dieulefit, Marsanne, Montélimar-1 e Montélimar-2 sono trasferiti dall'arrondissement di Valence a quello di Nyons.
- 2017: con decreto prefettizio, venticinque comuni cambiano arrondissement per adattarsi alla nuova suddivisione intercomunale:
  - diciassette comuni sono trasferiti dall'arrondissement di Valence all'arrondissement di Die;
  - uno è trasferito dall'arrondissement di Valence all'arrondissement di Nyons;
  - sei sono trasferiti dall'arrondissement di Die all'arrondissement di Nyons;
  - uno è trasferito dall'arrondissement di Die all'arrondissement di Valence.[7]